# ミニトマト

様々な種類のミニトマト。

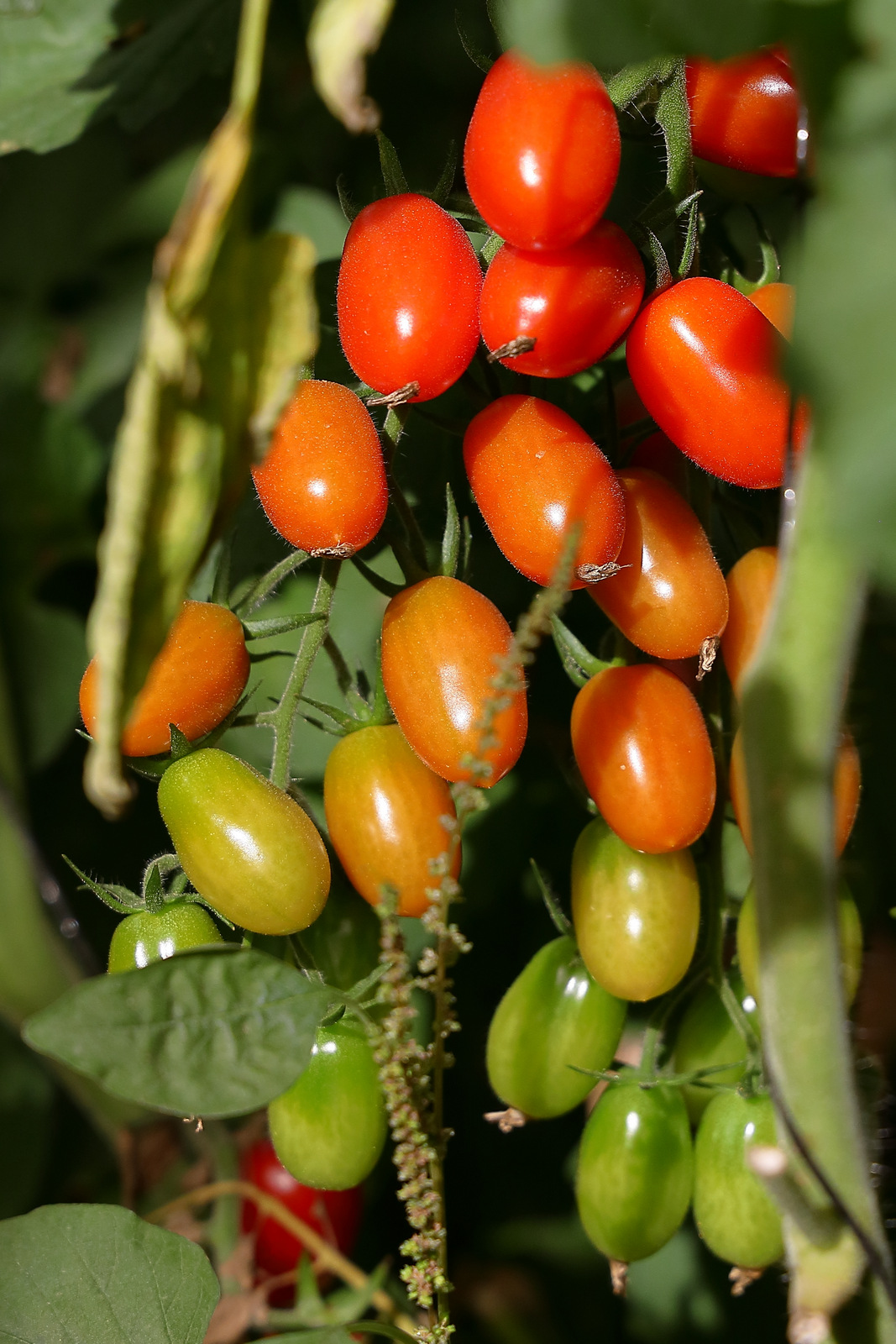
房状に実ったミニトマト。

ミニトマトとは、10グラムから30グラム程度、直径 2 - 3 cm程度のトマトである。チェリートマト、プチトマトとも呼ばれる。

## 定義・用語
トマトを大きさによって分類する場合、おおむね 100 g 以上のものを「大玉トマト」、100 - 30 g 程度のものを「中玉（ミディ）トマト」、30‐10 g 程度のものを「ミニトマト」と呼ぶ。さらに、ミニトマトのうち大きさが 1 cm 以下のものについては「マイクロトマト」と呼ぶこともある。農薬登録の作物分類においては、直径が 3 cm より大きい種を「トマト」、3 cm 以下の種を「ミニトマト」と呼ぶ。
「チェリートマト」とも呼ぶ。また、「プチトマト」とも呼称するが、これは昭和50年頃にタキイ種苗が、ベランダで家庭菜園を楽しめるように販売した種の名称である。同種は2007年に販売終了した。民間では名称の定着が見られるものの、政府機関やNHKなどでは総称としてはミニトマトが用いられる。

## 歴史
トマトの原産地は、南アメリカのアンデス地方である。栽培種トマトの原種とされる Solanum lycopersicum var. cerasiforme は、ミニトマト種であった。中玉以上のトマトが作られるようになったのは、トマトが中南米からヨーロッパへ伝来した16世紀以降のことである。日本では、昭和50年代（1975年‐1984年）の後半に果実が堅く、日持ち性と食味の優れた完熟系品種が登場して、ミニトマトが食用として定着した。